# Guillermo (historietista)
Guillermo Torres Meana, más conocido simplemente como Guillermo (Melilla, 1962) es un dibujante de humor gráfico español.

## Biografía
En los años 70 (cursos escolares 73-74 y 74-75) estudió en el Colegio de Argantonio de la ciudad de Cádiz. Por aquel entonces ya demostraba ser un buen dibujante, al realizar un dibujo en la pizarra durante una clase de sociales en séptimo de EGB (se trataba de una adivinanza en forma de dibujo, con un pájaro en un ataúd y unas velas). Estudió posteriormente en los Salesianos de Triana en Sevilla, era un excelente estudiante, entonces era un chico con el pelo largo, amante de los Beatles y de la pintura. Asistía al estudio de un pintor a recibir clases particulares, luego se licenciaría en Bellas Artes en la Universidad de Sevilla.
Durante años trabajó en El Jueves, con secciones como "The Timos", "Te lo juro News" y actualmente "La Reina y yo", en la que trata de la Familia Real española. También publicó viñetas en el diario El Mundo.
En 2014 fue uno de los dibujantes que abandonó El Jueves para editar Orgullo y Satisfacción.
El 20 de julio del 2007, por la portada del número 1.573 de "El Jueves", obra de Guillermo, la revista fue secuestrada por el juez de la Audiencia Nacional Juan del Olmo, por un presunto delito de injurias a la Corona. El dibujo en cuestión parece aludir a don Felipe de Borbón, heredero del trono, manteniendo una relación sexual con su esposa, Letizia Ortiz.